# 三田屋本店
株式会社三田屋本店（さんだやほんてん）は、関西地方（大阪府・兵庫県・京都府）を中心にステーキレストラン三田屋本店―やすらぎの郷―の運営及び自家製ハムの製造販売をしている会社。

## 概要
1979年株式会社三田屋として設立。現在はステーキレストラン三田屋本店―やすらぎの郷―を関西地方を中心に出店。
創業者廣岡償治の「三田屋本店は、外食産業ではなく、文化芸術産業だ」という想いから、店内では食事をしながら芸術文化鑑賞ができる仕組みとなっており、
兵庫県三田市にある三田店では、世界で初めて能舞台のあるステーキレストランとして注目を浴びた。このほかピアノや和楽器の生演奏も時間帯によって鑑賞することができる。
料理の特徴は、前菜に自家製ハムにオニオンスライスと自家製生ドレッシングを組み合わせた自家製ハムのオードブル、メインのステーキはレアの状態で鉄板にのせて客席まで運び、客自身が箸を使って好みの状態で食べるものとなっている。使用される器には三田青磁を使用しているほか、スープやステーキソースも全て自家製である。

## 起源
株式会社三田屋は創業者廣岡家の四男である廣岡償治が1979年に設立。当初は五男廣岡揮八郎とともにレストラン経営を行っていたが、廣岡償治との
レストラン経営における考え方の違いから分裂し、廣岡揮八郎は1981年に揮八郎の三田屋をオープンし、1982年に株式会社三田屋で商号を登録した。
これに伴い、それまで株式会社三田屋の商号を使っていた廣岡償治は、1983年に三田屋本店に商号を変更した。
このほか廣岡家の三男である廣岡庸禎は1982年にハムの製造販売に特化した株式会社丸優三田屋（現在の三田屋総本家）、二男の廣岡駿治はハムに特化した株式会社廣岡家三田屋本店（現在の丹波三田屋）を設立しており、事実上三田屋の商号を名乗る企業は４つ存在するが、いずれも完全に独立しており、相互に資本関係、取引関係は一切ない。